# Claude Soubeste
Claude Henri Bernard Soubeste (* 13. Dezember 1927 in Tarbes; † 24. Februar 2021 in Paris) war ein französischer Diplomat.

## Leben
Claude Soubeste ging auf das Lycée Théophile Gautier in seiner Geburtsstadt Tarbes und auf das Lycée Louis-le-Grand in Paris zur Schule. Er machte eine Licence en droit und besuchte die École nationale de la France d’Outre-Mer, die er 1949 abschloss. Soubeste trat 1958 in den Dienst des französischen Außenministeriums. Von 1963 bis 1966 war er Erster Sekretär an der Botschaft Frankreichs in der Zentralafrikanischen Republik und von 1968 bis 1970 Botschaftsrat in Gabun. Er arbeitete danach als Berater für das Kabinett des französischen Kooperationsministers sowie im Ministerium für Kultur und Umwelt.
Soubeste wirkte ab 1979 als Generalkonsul in Tschad. 1981 erfolgte seine Ernennung zum Botschafter Frankreichs in Äquatorialguinea. Im darauf folgenden Jahr wechselte er als Botschafter nach Tschad, wo er bis 1985 blieb. Er veröffentlichte Jahre später mit Une saison au Tchad ein Buch über seine dortige Amtszeit, während der der diktatorisch regierende Präsident Hissène Habré an die Macht kam. Von 1985 bis 1988 war Claude Soubeste Botschafter in Niger. Zuletzt arbeitete er von 1988 bis 1992 als Botschafter in Dschibuti.

## Schriften
- Trois contes macabres. Édilivre, Saint-Denis 2016, ISBN 978-2-334-13811-6.
- Une saison au Tchad. Juillet 1979–février 1985. L’Harmattan, Paris 2012, ISBN 978-2-296-96835-6.
- Entre Cancer et Capricorne. les Éditeurs du Panthéon, Paris 2000, ISBN 2-84094-557-6.